# Metzgeria myriopoda
Metzgeria myriopoda là một loài Rêu trong họ Metzgeriaceae. Loài này được Lindb. mô tả khoa học đầu tiên năm 1877.